# Campodorus taigator
Campodorus taigator är en stekelart som beskrevs av Dmitriy R. Kasparyan 2006. Campodorus taigator ingår i släktet Campodorus och familjen brokparasitsteklar. Inga underarter finns listade.